# Старосільська сільська територіальна громада
Старосільська сільська громада — територіальна громада України, в Сарненському районі Рівненської області. Адміністративний центр — село Старе Село.
Площа громади — 271,98 км², населення — 6796 мешканців (2018).
Утворена 17 травня 2018 року шляхом об'єднання Вежицької та Старосільської сільських рад Рокитнівського району.

## Населені пункти
До складу громади входять 4 села: Вежиця, Дроздинь, Переходичі та Старе Село.